# Principe van uniforme begrensdheid
In de functionaalanalyse, een deelgebied van de wiskunde, is het principe van uniforme begrensdheid of ook de stelling van Banach-Steinhaus een van de meest fundamentele resultaten binnen de functionaalanalyse. Samen met de stelling van Hahn-Banach en de open afbeeldingsstelling wordt het principe van uniforme begrensdheid beschouwd als een van de hoekstenen binnen de functionaalanalyse. In zijn basisvorm beweert de stelling dat voor een familie van continue lineaire operatoren (en dus ook begrensd operatoren), waarvan het domein een Banachruimte is, puntsgewijze begrensdheid gelijkwaardig is aan uniforme begrensdheid in de operatornorm.
De stelling werd in 1927 voor het eerst gepubliceerd door Stefan Banach en Hugo Steinhaus, maar de stelling werd onafhankelijk hiervan ook bewezen door Hans Hahn.
De natuurlijke context voor de studie van uniforme begrensdheid is die van een tonruimte.